# كاميرون بولتون
كاميرون بولتون (بالإنجليزية: Cameron Bolton)‏ هو متزلج على الثلوج أسترالي، ولد في 21 نوفمبر 1990.

## وصلات خارجية
- كاميرون بولتون على موقع اللجنة الأولمبية الدولية (الإنجليزية)
- كاميرون بولتون على موقع أوليمبيديا (الإنجليزية)
- كاميرون بولتون على موقع اللجنة الأولمبية الأسترالية (الإنجليزية)